# 永井真理子
永井真理子（日语：／，1966年12月4日—）、日本音樂家、歌手。本名为廣田真理子。静岡縣御殿場市出身。麗澤瑞浪高等学校、日本女子体育短期大学保育科畢業。

## 来歴・人物
1987年，永井真理子於BMG JAPAN「oh,ムーンライト」出道。1980年代後半至1990年代前半、累積許多人氣、「ミラクル・ガール」（1989年）、「ZUTTO」（1990年）等單曲接連發行。
1993年，永井真理子與「Hysteric Mama」廣田コージ(COZZi)結婚、1996年，長男誕生。1997年、加入東芝EMI。2003年，永井真理子與丈夫、長男移居澳洲雪梨。
2013年，永井真理子與丈夫、長男返回日本東京。

## 專輯
1. 上機嫌（1987年）
2. 元氣預報（1987年）
3. Tobikkiri（1988年）
4. Miracle Girl（1989年）
5. Catch Ball（1990年）
6. WASHING（1991年）
7. OPEN ZOO（1993年）
8. Love Eater（1994年）
9. Kiss Me Kiss Me（1995年）
10. You're...（1998年）
11. ちいさなとびら（2000年）
12. そんな場所へ（2002年）
13. AIR（2004年）
14. Sunny Side up（2006年）

## 外部參考
- nagai mariko official web site （页面存档备份，存于） - 个人官网
- 永井真理子个人博客『永井真理子 HELLO!!』 （页面存档备份，存于）
- 索尼音乐-永井真理子 （页面存档备份，存于）